# Saint-Barthélemy (Insel)
Saint-Barthélemy ([sɛ̃baʁteleˈmi], deutsch Sankt Bartholomäus, auch St. Barths, St. Barts, St. Barth oder Saint-Barth genannt) ist eine Insel der Kleinen Antillen. Es ist seit Juli 2007 ein eigenständiges französisches Überseegebiet mit dem Status einer Collectivité d’outre-mer. Seit dem 1. Januar 2012 zählt es zu den mit der Europäischen Union assoziierten Überseeischen Ländern und Hoheitsgebieten.

## Geographie
Im Nordwesten liegt die teilweise französische, teilweise niederländische Insel St. Martin (niederländisch Sint Maarten), im Süden befinden sich St. Kitts sowie die niederländischen Inseln Sint Eustatius und (im Südwesten) Saba. In Ostsüdost liegt Barbuda.
Die Insel hat eine Fläche von 21 km² und 10.562 Einwohner (Stand 1. Januar 2022) und damit 503 Einwohner pro km². Die höchste Erhebung ist mit 286 m der Morne de Vitet im Osten der Insel.
Zu Saint-Barthélemy gehören außer der Hauptinsel diverse kleinere unbewohnte Nebeninseln, u. a. Île Fourchue (0,99 km²), Île Chevreau (Île Bonhomme) (0,62 km²), Île Frégate (0,29 km²), La Tortue (L’Ecalle) (0,4 km²), Île Toc Vers (0,15 km²), Île le Boulanger, Île Coco, Mancel (La Poule et les Poussins), Île Pelé, Pain de Sucre, Île Petit-Jean und Les Grenadins.

## Politik

### Politischer Status
Saint-Barthélemy ist seit dem 15. Juli 2007 eine 
Collectivité d’outre-mer gemäß Artikel 74 der französischen Verfassung mit einem individuellen Sonderstatus, der durch Loi organique vom 21. Februar 2007 festgelegt wurde und Teil des Code général des collectivités territoriales bildet. Es übt die Kompetenzen aller drei Ebenen der französischen collectivités territoriales (Gebietskörperschaften) (Regionen, Départements und Gemeinden) selbst aus. 

### Institutionen
Die innere Organisation der collectivité der Saint-Barthélemy ähnelt abgesehen von der Terminologie den gewöhnlichen französischen Gebietskörperschaften. Die Organe der Gebietskörperschaft sind der Conseil territorial (Territorialrat), der Präsident des Conseil territorial, der Conseil exécutif (Exekutivrat) und der Conseil économique, social, culturel et environnemental (Wirtschafts-, Sozial-, Kultur- und Umweltrat).
Der Conseil territorial ist die direkt gewählte, beschlussfassende Volksvertretung der Gebietskörperschaft. Er hat 19 Mitglieder, die alle 5 Jahre über geschlossene Listen in potentiell zwei Wahlgängen gewählt werden. Das aktive Wahlrecht haben dabei die auf Saint-Barthélemy ansässigen französischen Staatsangehörigen, das passive Wahlrecht zusätzlich auch solche französischen Staatsangehörigen, die auf Saint-Barthélemy direkte Steuern zahlen, weil sie dort z. B. Immobilien besitzen, während bestimmte Staatsbeamten, Richter und Beamten der Gebietskörperschaft durch Inkompatibilitätsregeln von der Kandidatur ausgeschlossen sind. Die eingereichten Listen müssen jeweils 22 Kandidaten, die abwechselnd Frauen und Männer sein müssen, in einer festen Reihenfolge umfassen, wobei der Spitzenkandidat zugleich als Listenverantwortlicher fungiert. Im ersten Wahlgang erhält eine Liste, die die absolute Mehrheit der abgegebenen Stimmen und die Stimmen von mindestens einem Viertel der Wahlberechtigten erhalten hat, eine Mehrheitsprämie von einem Drittel der Sitze, während die übrigen Sitze nach Verhältniswahlrecht unter allen Listen vergeben werden. Hat keine Liste im ersten Wahlgang die absolute Stimmenmehrheit erhalten, so findet ein zweiter Wahlgang statt, in dem nur diejenigen Listen erneut antreten können, die um ersten Wahlgang mindestens 10 Prozent der Stimmen erhalten haben, oder, falls nur eine oder keine Liste 10 Prozent der Stimmen erhalten hat, die beiden stärksten Listen. Die Listen können dabei geändert werden, um Kandidaten von Listen aufzunehmen, die im ersten Wahlgang mindestens fünf Prozent der Stimmen erhalten haben und selbst nicht erneut antreten, wobei die Entscheidung über den erneuten Antritt oder gegebenenfalls darüber, auf welcher anderen Liste die Kandidaten einer nicht erneut antretenden Liste kandidieren können, beim jeweiligen Spitzenkandidaten liegt. Im zweiten Wahlgang erhält diejenige Liste, die die meisten Stimmen erhalten hat, eine Mehrheitsprämie von einem Drittel der Sitze, während die übrigen Sitze unter allen Listen nach Verhältniswahlrecht vergeben werden. Falls es während der Wahlperiode zu Vakanzen kommt, rücken die Kandidaten derselben Liste in der festgelegten Reihenfolge nach. Ist die Liste erschöpft und beträgt der Zeitraum bis zur nächsten regulären Wahl mehr als sechs Monate, so finden Nachwahlen für den oder die vakanten Sitze statt, wobei bei einem oder zwei vakanten Sitzen das Mehrheitswahlrecht, bei mindestens drei vakanten Sitzen die Kombination von Mehrheitsprämie und Verhältniswahlrecht wie bei regulären Wahlen gilt.
Der Präsident des Conseil territorial führt einerseits dessen Vorsitz und ist andererseits auch Oberhaupt der Exekutive. Er wird vom Conseil territorial auf der ersten Sitzung nach dessen Wahl gewählt, wobei in den ersten beiden Wahlgängen die Stimmen der absolute Mehrheit der Mitglieder und im dritten Wahlgang die relative Mehrheit erforderlich ist. Er kann während der Wahlperiode des Conseil territorial nur durch konstruktives Misstrauensvotum abgewählt werden.
Der Conseil exécutif besteht aus dem Präsidenten des Conseil territorial, vier Vizepräsidenten und zwei weiteren Mitgliedern. Die sechs weiteren Mitglieder des Conseil exécutif werden vom Conseil territorial für dieselbe Amtsperiode wie der Präsident gewählt, wobei eine Friedenswahl stattfindet, sofern die Anzahl der Kandidaturen nicht die Anzahl der gesetzlichen Mitglieder überschreitet, während andernfalls das Verhältniswahlrecht nach Listen gilt. Die Vergabe der Ämter innerhalb des Conseil exécutif erfolgt sodann durch Mehrheitsbeschluss des Conseil territorial.
Der Conseil économique, social, culturel et environnemental ist ein beratendes Gremium aus Vertretern von Berufsgruppen, Gewerkschaften, Vereinigungen des wirtschaftlichen, gesellschaftlichen und kulturellen Lebens und Umweltschutzorganisationen, wobei die Liste der vertretenen Organisationen durch den französischen Überseeminister festgelegt wird. Er muss vom Conseil territorial vor wichtigen Beschlüssen angehört werden.

### Staatliche Verwaltung
Die Vertreter der französischen Regierung in Saint-Barthélemy, dessen Funktion der des Präfekten entspricht, trägt einfach den Titel représentant de l'Etat. Diese Funktion wird de facto in Personalunion vom Präfekten von Guadeloupe ausgeübt, der in Saint-Barthélemy und Saint-Martin von einem préfet délégué mit Sitz in Saint-Martin vertreten wird.

### Vertretung im französischen Parlament
Saint-Barthélemy bildet für die Wahlen zur französischen Nationalversammlung zusammen mit Saint-Martin den Wahlkreis Saint-Barthélemy und Saint-Martin, während es im französischen Senat getrennt von diesem durch einen Senator vertreten wird. Das Wahlkollegium für die Wahl des Senators besteht dabei aus den Mitgliedern des Conseil territorial, dem Abgeordneten der Nationalversammlung und dem amtierenden Senator selbst.

### EU-rechtlicher Status
EU-rechtlich ist Saint-Barthélemy seit dem 1. Januar 2012 eines der Überseeischen Länder und Hoheitsgebiete (ÜLG) der Europäischen Union. Es ist damit mit der EU assoziiert und hat zollfreien Zugang zum Binnenmarkt, ist jedoch nicht Teil des Gebietes der EU, in dem das gewöhnliche EU-Recht unmittelbar Geltung hat. Es behält jedoch den Euro als gesetzliches Zahlungsmittel. Saint-Barthélemy gehört nicht zum Schengen-Raum. Die auf Saint-Barthélemy ansässigen französischen Staatsangehörigen sind ebenso wie alle französischen Staatsangehörigen EU-Bürger und wahlberechtigt zum Europaparlament.

### Gemeindepartnerschaft
- Piteå, Provinz Norrbottens län, Schweden, seit 1977.[11]

## Geschichte
Die Insel war ursprünglich vom indigenen Volk der Kariben (Arawak) besiedelt, die ihr den Namen Ouanalao gaben. 1493 wurde sie von Christoph Kolumbus auf dessen zweiter Reise entdeckt und zu Ehren seines Bruders Bartolomeo nach dessen Namenspatron, dem Apostel Bartholomäus, benannt. Die Spanier besiedelten die Insel in der Folgezeit jedoch nicht, und so war sie nur auf dem Papier in spanischem Besitz. Über den Verbleib der Urbevölkerung ist wenig bekannt. Zum einen Teil starb sie wahrscheinlich an aus Europa eingeschleppten Krankheiten, die sich auch ohne Zutun der Spanier von Insel zu Insel verbreiteten, zum anderen Teil wurde sie von diesen auch aktiv bekämpft und vermutlich wie von zahlreichen anderen kleinen Antilleninseln auch zur Zwangsarbeit nach Hispaniola verschleppt.
1648 wurde die zu dem Zeitpunkt lediglich von 170 Europäern und 50 afrikanischen Sklaven besiedelte Insel von dem französischen Malteserritter Phillippe de Longvilliers de Poincy besetzt. 1651 verkaufte die französische Krone ihre Ansprüche auf die Insel an den Orden von Malta. Ab 1659 ließen sich vor allem aus der Normandie und der Bretagne stammende französische Kolonisten auf Saint-Barthélemy nieder. Für den damals sehr gewinnbringenden Anbau von Zuckerrohr war das Klima zu trocken. Aus diesem Grund wurde auch keine größere Zahl von afrikanischen Sklaven auf die Insel gebracht, was die Bevölkerungsstruktur bis heute von derjenigen benachbarter Inseln unterscheidet. Die Lage im Norden der Kleinen Antillen war jedoch strategisch interessant, weshalb sich Saint-Barthélemy mit seinem geschützten Hafen beim Hauptort Le Carénage (wörtlich: Platz zum Reparieren des Kiels) zu einer Anlaufstation für Piraten entwickelte. Die wenigen Bewohner lebten vom Fischfang, der Viehzucht, dem Salzsieden und dem Anbau von Baumwolle und Indigo.
1784 überließ König Ludwig XVI. die als relativ wertlos geltende Insel König Gustav III. von Schweden im Tausch gegen ein Handelsrecht in Göteborg. Am 7. März 1785 wurde die Insel von den Schweden in Besitz genommen und der Hauptort Le Carénage wurde zu Ehren des schwedischen Königs in Gustavia umbenannt. Saint-Barthélemy hatte jedoch keine Quellen, sodass Wasser von den Nachbarinseln importiert werden musste. Durch Gewährung eines Freihafenstatus blühte der Hafen auf (siehe auch Schwedischer Sklavenhandel und Schwedische Westindien-Kompanie), bis 1852 ein großes Feuer weite Teile Gustavias zerstörte. In US-Handelsstatistiken aus dieser Zeit wird die Insel als „Schwedisch-Westindien“ geführt. Die Einwohner blieben auch unter schwedischer Herrschaft mehrheitlich französischstämmige Europäer mit ihren Sklaven, wodurch weiterhin ein französisches Patois gesprochen wurde.

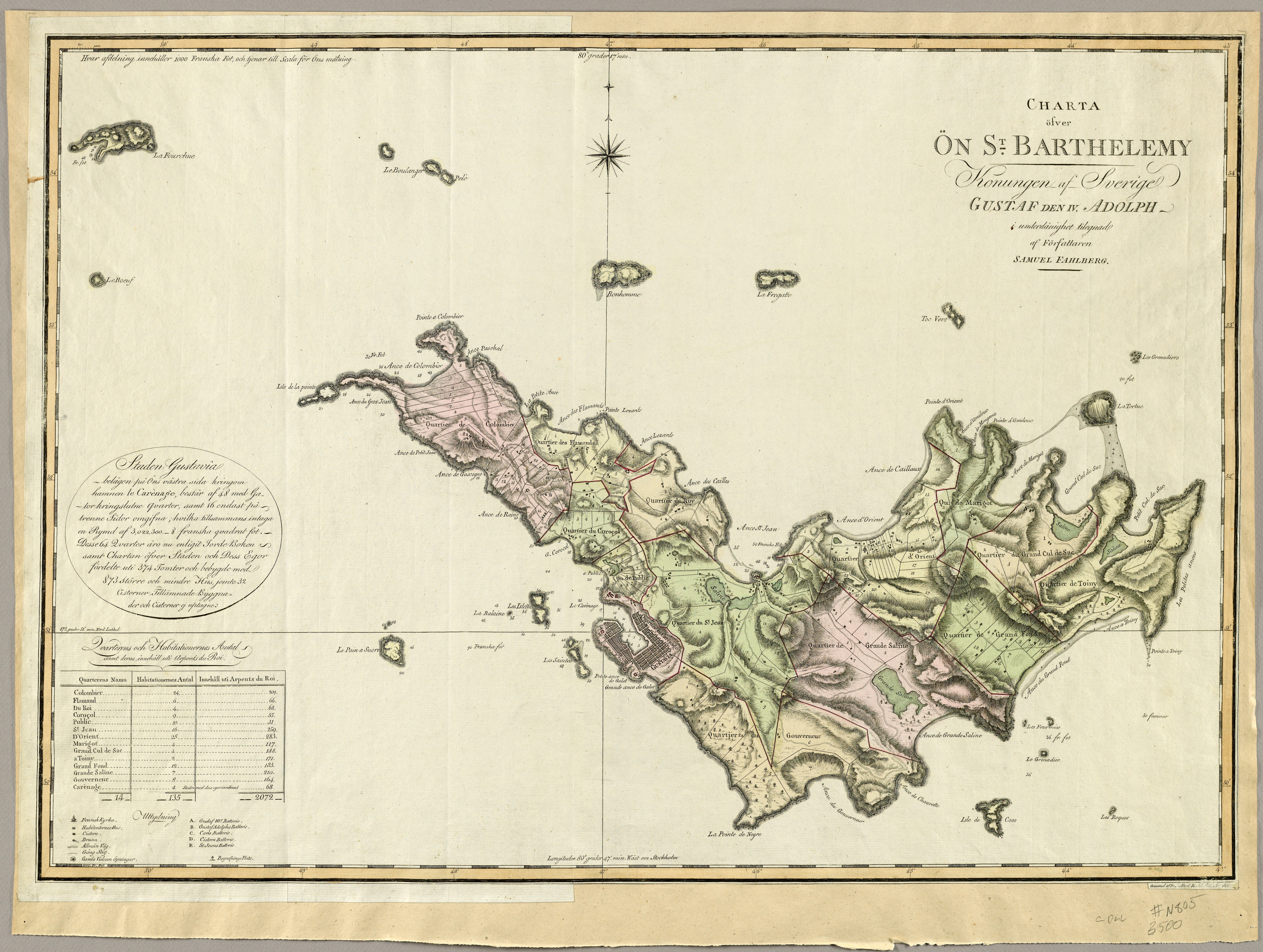
Karte von 1801 mit den
14 historischen quartiers

In der Zeit vom 19. März 1801 bis zum 10. Juli 1802 war Saint-Barthélemy von britischen Truppen besetzt und stand unter britischer Zwangsverwaltung. Alle freien Bürger der Insel mussten einen Treueeid auf den englischen König ablegen. Diese militärische Aktion der Briten fand zeitgleich und aus gleichem Anlass statt wie die britische Okkupation Dänisch-Westindiens.
Die Sklaverei bestand im nun schwedischen Saint-Barthélemy zunächst weiter. Anstatt des vorher gültigen Code Noir wurde von Pehr Hermann Rosén von Rosenstein, dem schwedischen Interimsverwalter der Insel, 1787 eine „Ordonnance de la police générale“ erlassen, welche die Behandlung der Sklaven gesetzlich regelte. Durch den Übergang in schwedischen Besitz wurde die im Zuge der französischen Revolution am 4. Februar 1794 beschlossene Abschaffung der Sklavenhaltung nicht wirksam, ein Gesetz, das jedoch auch auf den französischen Antilleninseln nicht umgesetzt wurde. Ab 1814 kam es zu einer Diskussion über die Sklaverei in Schweden, und die schwedischen Reichsstände beschäftigten sich mit dem Thema. Ab 1844 wurden mit Geldern der schwedischen Staatskasse die damals 529 auf der Insel lebenden Sklaven schrittweise freigekauft. Für ein Kind wurden 45 Gourdes bezahlt, für einen erwachsenen Mann 160. 71 dieser Sklaven waren noch vor dem schwedischen Verbot des Sklavenimports vom Jahr 1831 direkt aus Afrika gekommen, der Rest war auf der Insel geboren. Ein Teil der schwarzen Bevölkerung war schon zuvor von seinen Besitzern freigelassen worden oder hatte sich selbst freigekauft. Zur endgültigen Abschaffung der Sklaverei kam es erst am 9. Oktober 1847, unter König Oskar I. und dessen lokalem Gouverneur James Haarlef Haasum. Die Mehrheit der ehemaligen Sklaven verließ in den folgenden Jahren die Insel, wodurch sich die Gesamtbevölkerung fast halbierte.
Am 10. August 1877 kauften die Franzosen die Insel für 400.000 Francs von Schweden zurück. Ausschlaggebend war der Wunsch der Bewohner. Bei einer Abstimmung hatten 350 von 351 Wählern für die Rückkehr zur französischen Herrschaft votiert. Die Franzosen unterstellten Saint-Barthélemy im Jahr darauf der Verwaltung von Guadeloupe.
Innerhalb Guadeloupes, das seit 1946 ein französisches Übersee-Département war, bildete Saint-Barthélemy seit 1946 eine Gemeinde (commune). Administrativ bildete Saint-Barthélemy seit 1962 zusammen mit dem französischen Teil der Nachbarinsel St. Martin das Arrondissement Saint-Martin-Saint-Barthélemy (auch Arrondissement des Îles du Nord „Arrondissement der nördlichen Inseln“).
Im Jahr 1957 kaufte der US-amerikanische Bankier David Rockefeller ein Anwesen auf der Insel (heute im Besitz von Roman Abramowitsch), und Saint-Barthélemy entwickelte sich von da an zu einer Reiseziel für Luxustourismus, in der immer wieder der europäische Jetset und US-amerikanische Stars ihren Urlaub verbringen. Exklusivität, schöne Strände und gute Möglichkeiten zum Segeln zeichnen Saint-Barthélemy weiterhin aus.
In einem im Jahr 2003 abgehaltenen Referendum stimmte die Mehrheit der Abstimmungsteilnehmer in Saint-Barthélemy ebenso wie in Saint-Martin für die Trennung von Guadeloupe und die Bildung jeweils einer eigenständigen Collectivité d’outre-mer (COM) gemäß Artikel 74 der französischen Verfassung. Das Abstimmungsergebnis wurde durch Loi organique vom 21. Februar 2007 mit Wirkung zum 15. Juli 2007 umgesetzt. Seitdem haben die beiden vormaligen Gemeinden den Status von Gebietskörperschaften mit Sonderstatus, die die Aufgaben von Gemeinde, Département und Region zugleich ausüben.
Durch Beschluss des Rates der Europäischen Union vom 29. Oktober 2010 schied Saint-Barthélemy zum 1. Januar 2012 aus dem Gebiet der Europäischen Union aus und ist seitdem als einzige der französischen Karibikinseln eines der assoziierten Überseeischen Länder und Hoheitsgebiete (ÜLG) der EU.
In den Morgenstunden des 6. September 2017 zog das Auge des Hurrikans Irma über die Insel. Bevor das Anemometer der örtlichen Wetterstation zerstört wurde, wurden Windgeschwindigkeiten von 250 km/h gemessen.

## Territoriale Gliederung
Saint-Barthélemy wird in zwei paroisses mit 40 quartiers gegliedert:

Die 40 quartiers von Saint-Barthélemy

| Paroisse Sous le Vent (unter dem Winde/Lee) | Paroisse Sous le Vent (unter dem Winde/Lee) | Paroisse Au Vent (über dem Winde/Luv) | Paroisse Au Vent (über dem Winde/Luv) |
| Nr.                                         | Quartier                                    | Nr.                                   | Quartier                              |
| ------------------------------------------- | ------------------------------------------- | ------------------------------------- | ------------------------------------- |
| 1                                           | Colombier                                   | 21                                    | Morne Criquet                         |
| 2                                           | Flamands                                    | 22                                    | Morne de Dépoudré                     |
| 3                                           | Terre Neuve                                 | 23                                    | Gouverneur                            |
| 4                                           | Grande Vigie                                | 24                                    | Anse du Gouverneur                    |
| 5                                           | Corossol                                    | 25                                    | Morne Rouge                           |
| 6                                           | Merlette                                    | 26                                    | Grande Saline                         |
| 7                                           | La Grande Montagne                          | 27                                    | Petite Saline                         |
| 8                                           | Anse des Lézards                            | 28                                    | Lorient                               |
| 9                                           | Anse des Cayes                              | 29                                    | Barrière des Quatre Vents             |
| 10                                          | Le Palidor                                  | 30                                    | Camaruche                             |
| 11                                          | Public                                      | 31                                    | Grand Fond                            |
| 12                                          | Col de la Tourmente                         | 32                                    | Toiny                                 |
| 13                                          | Quartier du Roi                             | 33                                    | Devet                                 |
| 14                                          | Le Château                                  | 34                                    | Vitet                                 |
| 15                                          | Aéroport                                    | 35                                    | Grand Cul-de-Sac                      |
| 16                                          | Saint-Jean                                  | 36                                    | Pointe Milou                          |
| 17                                          | Gustavia                                    | 37                                    | Mont Jean                             |
| 18                                          | La Pointe                                   | 38                                    | Marigot                               |
| 19                                          | Lurin                                       | 39                                    | Anse de Grand Cul-de-Sac              |
| 20                                          | Carénage                                    | 40                                    | Petit Cul-de-Sac                      |

## Infrastruktur

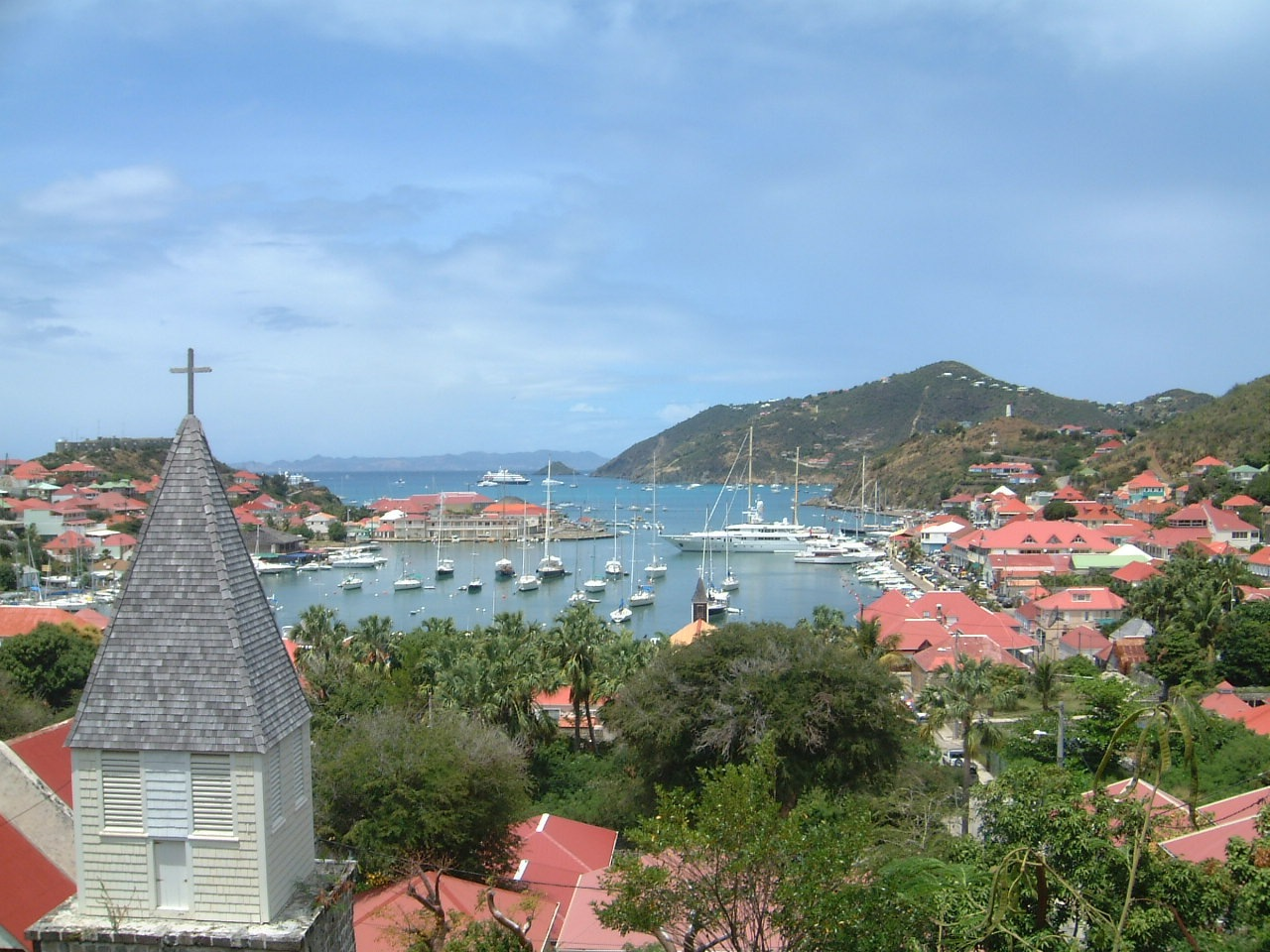
Hafen Gustavia

Auf der Insel existiert ein Flughafen, der Aéroport de Saint-Barthélemy-Rémy de Haenen (IATA-Code: SBH). Die Länge der Landebahn beträgt 646 Meter und endet direkt am Wasser. Eine spezielle Pilotenlizenz ist erforderlich. Der Anflug ist aufgrund der ständig wechselnden Winde und der Lage hinter einer Hügelkette anspruchsvoll.

## Demographie
Gemäß der Volkszählung vom 1. Januar 2022 hat Saint-Barthélemy 10.562 Einwohner. Mehrheitlich sind die heutigen Bewohner Nachkommen französischer Siedler aus der Kolonialzeit, wovon die meisten aus der Normandie, der Bretagne und anderen Regionen im Norden und Westen Frankreichs stammten. Die meisten der ehemaligen afrikanischen Sklaven haben die Insel nach der Abschaffung der Sklaverei im Jahr 1847 in Richtung anderer Karibikinseln verlassen, wodurch Saint-Barthélemy eine der wenigen Antilleninseln mit einer mehrheitlich weißen Bevölkerung ist. Deshalb ist Französisch auch die meistgesprochene Sprache, wobei die Einheimischen teilweise ein französisches Patois sprechen. Im Westen der Insel hat dieses Ähnlichkeiten mit dem Französisch, das in Québec und anderen nordamerikanischen Sprachinseln gesprochen wird. Im Osten der Insel, dem Teil, in dem früher in beschränktem Maße Plantagenwirtschaft betrieben wurde, ähnelt es mehr einer archaischen Variante des afrikanisch beeinflussten karibischen Patois von Martinique. Das Schwedische hat außer einigen Ortsnamen keine nennenswerten Spuren in der Sprache hinterlassen. Ein großer Teil der Einwohner spricht heute auch Englisch als Zweitsprache, um zum einen mit den internationalen Touristen, zum anderen mit den Bewohnern der benachbarten Inseln kommunizieren zu können, auf denen ein karibisches Englisch gesprochen wird (St. Kitts und Nevis, Antigua und Barbuda, Anguilla, Jungferninseln etc.).
| 1766                                         | 1785 | 1812  | 1885  | 1961  | 1967  | 1974  | 1982  | 1990  | 1999  | 2006  | 2012  |
| -------------------------------------------- | ---- | ----- | ----- | ----- | ----- | ----- | ----- | ----- | ----- | ----- | ----- |
| 327                                          | 950  | 5.482 | 2.600 | 2.176 | 2.351 | 2.491 | 3.059 | 5.038 | 6.852 | 8.398 | 9.131 |
| Nach schwedischen und französischen Quellen. |      |       |       |       |       |       |       |       |       |       |       |

Auf Saint-Barthélemy lebte auch Eugénie Blanchard, die am 16. Februar 1896 geboren wurde und die älteste lebende Bürgerin Frankreichs und seit dem Tod der Spanierin Manuela Fernández-Fojaco am 6. Januar 2009 älteste Bürgerin der Europäischen Union war. Mit dem Tode der Japanerin Kama Chinen, geboren am 10. Mai 1895, am 2. Mai 2010 wurde sie zudem der älteste Mensch der Welt, bis sie selbst am 4. November 2010 starb.